# Libero Angelico
Libero Angelico, detto Rufetto (Roma, 8 novembre 1956), è un criminale italiano, esponente dell'organizzazione malavitosa romana Banda della Magliana, noto alle cronache per un suo presunto coinvolgimento nel caso Emanuela Orlandi, e nell'omicidio di Edoardo Toscano.

## Biografia
Nato a Roma, è vissuto sin da bambino nel quartiere Testaccio. Nei primi anni settanta strinse rapporti con importanti esponenti della malavita romana, tra cui Ettore Maragnoli e Amleto Fabiani. Successivamente farà anche conoscenza con Enrico De Pedis, che lo introdurrà nella banda.  

### Il percorso nella Banda della Magliana
A partire dal 1982 si occupò prevalentemente di scippi e rapine, nella zona di Testaccio e nel quartiere Appio-Latino, spesso insieme ad Ettore Maragnoli e Giorgio Paradisi.

### Il presunto coinvolgimento nel caso Emanuela Orlandi
Il coinvolgimento di Libero Angelico nella scomparsa di Emanuela Orlandi, cittadina vaticana figlia di un commesso della Prefettura della Casa Pontificia, sparita in circostanze misteriose all'età di 15 anni il 22 giugno del 1983 a Roma, emerse nel 2008 dalle indagini della magistratura romana che seguirono alle dichiarazioni (mai riscontrate e spesso confutate) di Sabrina Minardi, pentita ed ex amante di Enrico de Pedis detto Renatino, che chiamò in causa proprio Rufetto come aiutante di De Pedis, il quale avrebbe eseguito materialmente il sequestro per ordine dell'allora capo dell'Istituto per le Opere di Religione (IOR), monsignor Paul Marcinkus. 
Sempre secondo la sua testimonianza, la Orlandi fu assassinata sei o sette mesi dopo il sequestro e il suo cadavere occultato all'interno di una betoniera nei pressi di Torvajanica, in un luogo sperduto, dove nessuno avrebbe mai cercato.
Le dichiarazioni della Minardi, benché riconosciute dagli inquirenti come incoerenti, anche a causa dell'uso di stupefacenti da parte della donna attirarono nuovamente l'attenzione degli investigatori quando, mesi dopo, venne rinvenuta la BMW che la stessa Minardi raccontò di aver utilizzato per il trasporto della Orlandi; appartenuta in quel periodo ad un comune cittadino, risultò precedentemente essere stata di proprietà del faccendiere Flavio Carboni.  

### Le dichiarazioni di Mancini del 2007
Nel 2007 un altro pentito della banda della Magliana, Antonio Mancini, detto Accattone, rilasciò dichiarazioni relative al coinvolgimento di De Pedis e di alcuni esponenti vaticani nella vicenda di Emanuela Orlandi, rivelando ai magistrati della Procura di Roma che in carcere, all'epoca della scomparsa della quindicenne «si diceva che la ragazza era robba nostra (della banda, ndr), l'aveva presa uno dei nostri». Lo stesso Mancini fece esplicitamente il nome di Libero Angelico, in quanto
, avendo sentito una voce al telefono (in un'intercettazione telefonica in cui chiamava la famiglia), dichiarò di averla identificata in Rufetto. Le indagini condotte dalla Procura della Repubblica però non confermarono quanto dichiarato da Mancini.
Le dichiarazioni di Mancini vennero successivamente confermate anche da Maurizio Abbatino, ex boss e i seguito collaboratore di giustizia   il dicembre del 2009, rivelò al procuratore aggiunto titolare dell'inchiesta sulla Magliana alcune confidenze raccolte fra i loro membri sul coinvolgimento di De Pedis, vi era proprio Libero Angelico nel sequestro e nell'uccisione della Orlandi; secondo Abbatino il suo interessamento alla questione sarebbe avvenuto nell'ambito di rapporti da egli stesso intrattenuti con alcuni esponenti del Vaticano.

## Il processo
L'11 marzo 2010, in seguito alla riapertura del caso Orlandi, venne iscritto nel registro degli indagati.